# Xã Lordsburg, Quận Bottineau, Bắc Dakota
Xã Lordsburg (tiếng Anh: Lordsburg Township) là một xã thuộc quận Bottineau, tiểu bang Bắc Dakota, Hoa Kỳ. Năm 2010, dân số của xã này là 19 người.